# Anne Golonová
Anne Golonová, rozená Simonne Marie Fernande Changeux, (17. prosince 1921 Toulon – 14. července 2017 Versailles) byla francouzská spisovatelka. Mezi její nejznámější díla patří knižní série Angelika, která se dočkala i filmového zpracování.
Narodila se do jihovýchodního francouzského přístavního města do rodiny vědce a kapitána francouzského námořnictva, Pierra Changeuxe. Jejími koníčky bylo vedle psaní také malování a již v 18 letech napsala svou první knihy Au pays de derrière mes yeux (česky Země za mýma očima).

## Angelika
Již roku 1956 vydala první díl své slavné knižní série Angelika, markýza andělů (francouzsky Angélique, Marquise des anges). Kniha pojednává o mladé šlechtičně Angelice de Sancé de Monteloup, dceři zchudlého aristokrata, jenž nakonec rozhodne, že se musí provdat za bohatého hraběte Joffreye de Peyrace. Angelika jej zprvu nenávidí, později však zjistí, že k němu chová nenávratnou lásku.
Knižní sérii dále tvoří 12 další dílů:
- Le Chemin de Versailles (1958)
- Angélique et le roy (1959)
- Indomptable Angélique (1960)
- Angélique se révolte (1961)
- Angélique et son amour (1961)
- Angélique et le nouveau monde (1967)
- La Tentation d'Angélique (1969)
- Angélique et la démone (1972)
- Angélique et le complot des ombres (1976)
- Angélique à Québec (1980)
- Angélique, la route de l'espoir (1985)
- La Victoire d'Angélique (1986)

Své romány psala pod různými pseudonymy (Anne Golon, Anne et Serge Golon, Sergeanne Golon).

### Filmová zpracování
Několik dílů bylo též filmově zpracováno, ale v těchto filmech bylo několik odchylek.:
- Angelika, markýza andělů (1964)
- Báječná Angelika (1965)
- Angelika a král (1966)
- Nezkrotná Angelika (1967)
- Angelika a sultán (1968)